# Canon 76/40 Modèle 1916
Pour les articles homonymes, voir Canon de 76 mm.
Le canon 76/40 modèle 1916 était un canon naval de calibre 76 mm largement utilisé sur les navires de la Marine royale italienne (Regia Marina) pendant la Première et la Seconde Guerre mondiale. 
Très polyvalent, il a été utilisé comme armement primaire, secondaire et tertiaire sur un certain nombre de classes de navires. Après avoir été remplacé à bord des navires de la Marine royale italienne, il a été largement utilisé sur terre dans un certain nombre de rôles différents tels que l'artillerie côtière, le canon anti-aérien et le canon ferroviaire pendant la Seconde Guerre mondiale.

## Histoire
Le 76/40 modèle 1916 trouve son origine dans le canon britannique QF 12 pounder 12 cwt conçu en 1893 et produit pour la première fois en 1897. Le canon QF 12 pounder 12 cwt a été conçu et produit par la Elswick Ordnance Company (EOC) pour la Royal Navy britannique et également pour des clients à l'exportation. L'Italie et le Japon ont été deux des premiers clients à l'exportation qui ont ensuite acheté des licences de production pour le canon. La majorité des canons italiens ont été produits par la société Ansaldo à partir d'un modèle fourni pendant la Première Guerre mondiale par la société Armstrong, la société mère d'EOC.

## Construction
Le modèle 76/40 de 1916 était d'une conception assez compliquée avec un tube A, une gaine rétractée qui s'étendait jusqu'à la culasse, et un tube B qui s'étendait jusqu'au museau. Par-dessus la gaine et le tube B, un cerceau C était rétracté, qui se vissait sur la gaine et fixait le tube B. Il existait une version raccourcie du canon appelée 76/30 Modèle 1915, qui était utilisée sur quelques classes de destroyers, sous-marins, remorqueurs et dragueurs de mines. Le 76/30 Modèle 1915 a également été utilisé comme artillerie montée sur camion pendant les deux guerres mondiales. Les affûts des canons italiens étaient différents de ceux de leurs homologues britanniques et il y avait cinq variétés différentes. La culasse à tir rapide était identique à celle du canon de la Royal Navy, sauf pour l'extracteur de cartouche et le mécanisme de mise à feu. Le déplacement et l'élévation étaient manuels et un équipage de sept personnes était nécessaire pour manipuler le canon. Les canons tiraient des munitions fixes à tir rapide et un équipage pouvait soutenir une cadence de tir allant de 12 à 15 coups par minute.
Supports disponibles :
- Model 1915 - montage sur socle : élévation de -10° à +42°, qui pesait 1 790 kg complet.
- Regia Marina Model 1916 - montage sur socle : élévation de -10° à +65°, qui pesait 1 790 kg complet.
- Ansaldo Model 1917 - montage sur socle : élévation de -10° à +75°, qui pesait 2 676 kg[1].
- Cannone da 76/40 C.A. - montage sur socle : élévation de -5° à +75°, qui pesait 2 676 kg complet.
- Canonone da 76/40 modificata 35 - montage sur socle : élévation de -6° à +81°, qui pesait 5 243 kg complet[3].

## Utilisation navale
Le modèle 76/40 de 1916 a été largement utilisé sur un certain nombre de types et de classes de navires différents. Il était souvent monté dans des casemates simples, des tourelles ou sur des supports de pivot non protégés. Il était utilisé à bord de cuirassés, de cuirassés de combat, de croiseurs protégés, de croiseurs cuirassés, de croiseurs légers, de destroyers, de torpilleurs, de dragueurs de mines, de sous-marins, de canonnières, de barges et de trains blindés de la Marine royale italienne.
Les classes de navires qui ont transporté les 76/40 comprennent :
Marine italienne
- Classe Andrea Doria[6]
- Classe Aquila[7]
- Classe Ardito[8]
- Classe Audace[9]
- Classe Conte di Cavour[10]
- Classe Curtatone[11]
- Classe F [12]
- Classe Generali[13]
- Classe La Masa[14]
- Classe Libia[15]
- Classe Palestro[16]
- Classe Pegaso[17]
- Classe Pisa[18]
- Classe Re Umberto[19]
- Classe San Giorgio[20]
- Classe Sirio[21]

Marine roumaine
- Classe Constanța[22]

## Utilisation anti-aérienne
En 1933, la marine a commencé à remplacer les 76/40. Les canons récupérés furent montés sur un piédestal à angle élevé et reçurent la désignation Cannone da 76/40 C.A. et furent affectés aux unités d'artillerie anti-aérienne et côtière de l'Armée royale italienne. En 1935, certains canons furent équipés de nouveaux récupérateurs et de supports à angle élevé et reçurent la désignation Cannone da 76/40 modificata 35. La lenteur de la traversée, la faible élévation, la faible vitesse initiale, l'absence de direction de tir automatique et le manque de réglage des fusées automatiques entravèrent son utilisation comme canon anti-aérien. On estime cependant que l'Italie disposait de canons 730 Cannone da 76/40 C.A. et Cannone da 76/40 modificata 35 en service pendant la Seconde Guerre mondiale. Ceux-ci sont restés en service avec les canons 66/47, 76/45 modèle 1911, 100/47, 102/35 et 102/45 en raison du nombre insuffisant de Cannone da 75/46 et Cannone da 90/53 plus récents. Les canons non modifiés repris par l'Allemagne après la défaite italienne ont reçu la désignation 7,62 cm Flak 266/1 (i) et les canons modifiés ont reçu la désignation 7,62 cm Flak 266/2 (i).

## Utilisation de l'autocanon
Pendant la Première Guerre mondiale, la Marine royale italienne a créé deux batteries de quatre canons antiaériens montés sur camion. Ces canons étaient appelés "autocannoni". Les canons étaient des modèles 1915 76/30 montés sur des camions Fiat 18 B.L.R. Ces batteries étaient utilisées pour défendre les bases navales italiennes, bien qu'une batterie ait été rattachée à l'Armée royale italienne à la fin de la guerre. Pendant l'entre-deux-guerres, une troisième batterie équipée de six canons 76/30 montés sur des camions a été créée et les premiers canons ont été montés sur le nouveau châssis de camion Lancia R0. En 1942, certains des canons furent à nouveau montés sur des châssis de camion Fiat 634N plus récents. Ces canons étaient principalement utilisés comme canons anti-aériens avec des rôles secondaires d'artillerie antichar et de campagne. Les trois batteries équipées de canons 76/30 étaient les 13e et 14e Batteries avec cinq canons chacune, et la 16e Batterie avec quatre canons. La 14e était affectée à la 60e division d'infanterie Sabratha, tandis que la 16e était affectée à la 16e division d'infanterie "Pistoia". Les sept derniers canons survivants furent affectés à la Division blindée "Centauro" lorsqu'elle se rendit en Tunisie en 1943

## Galerie photos

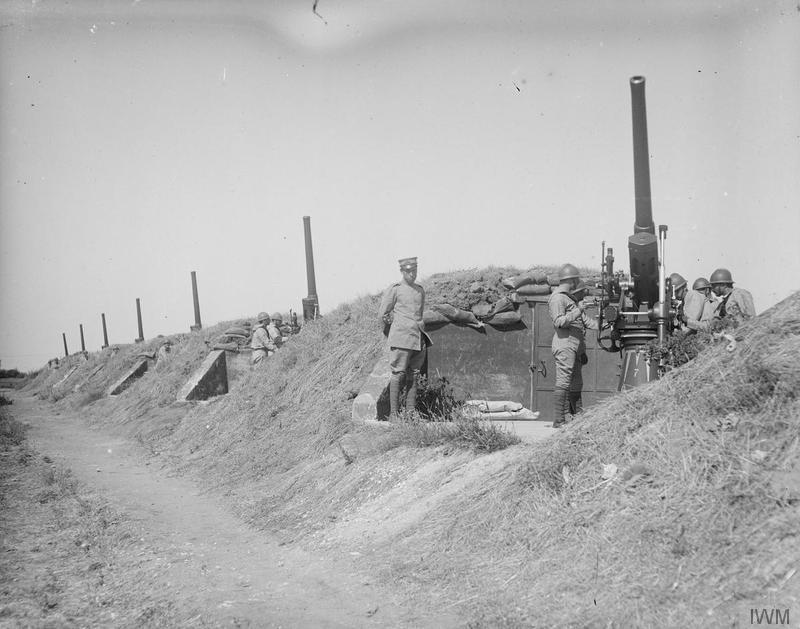
Une batterie anti-aérienne italienne en Albanie.
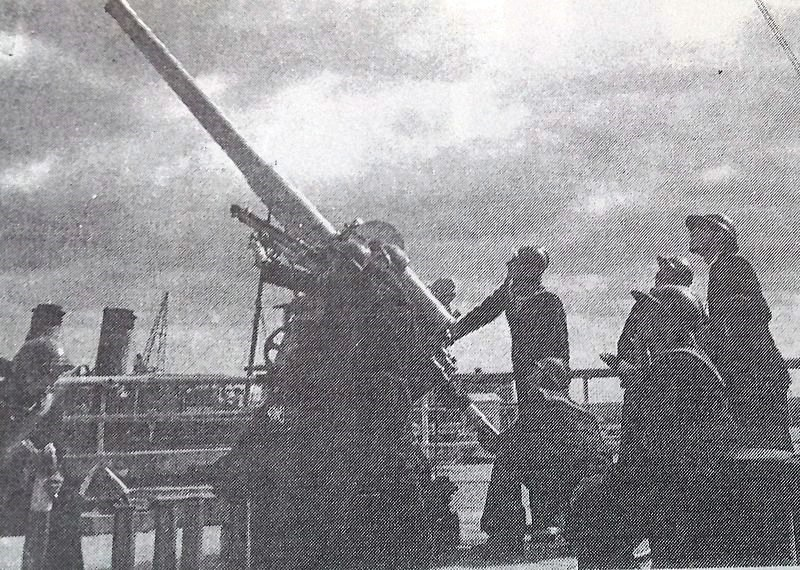
Un canon 76/40 Model 1916 à bord du ravitailleur de sous-marin roumain Constanța
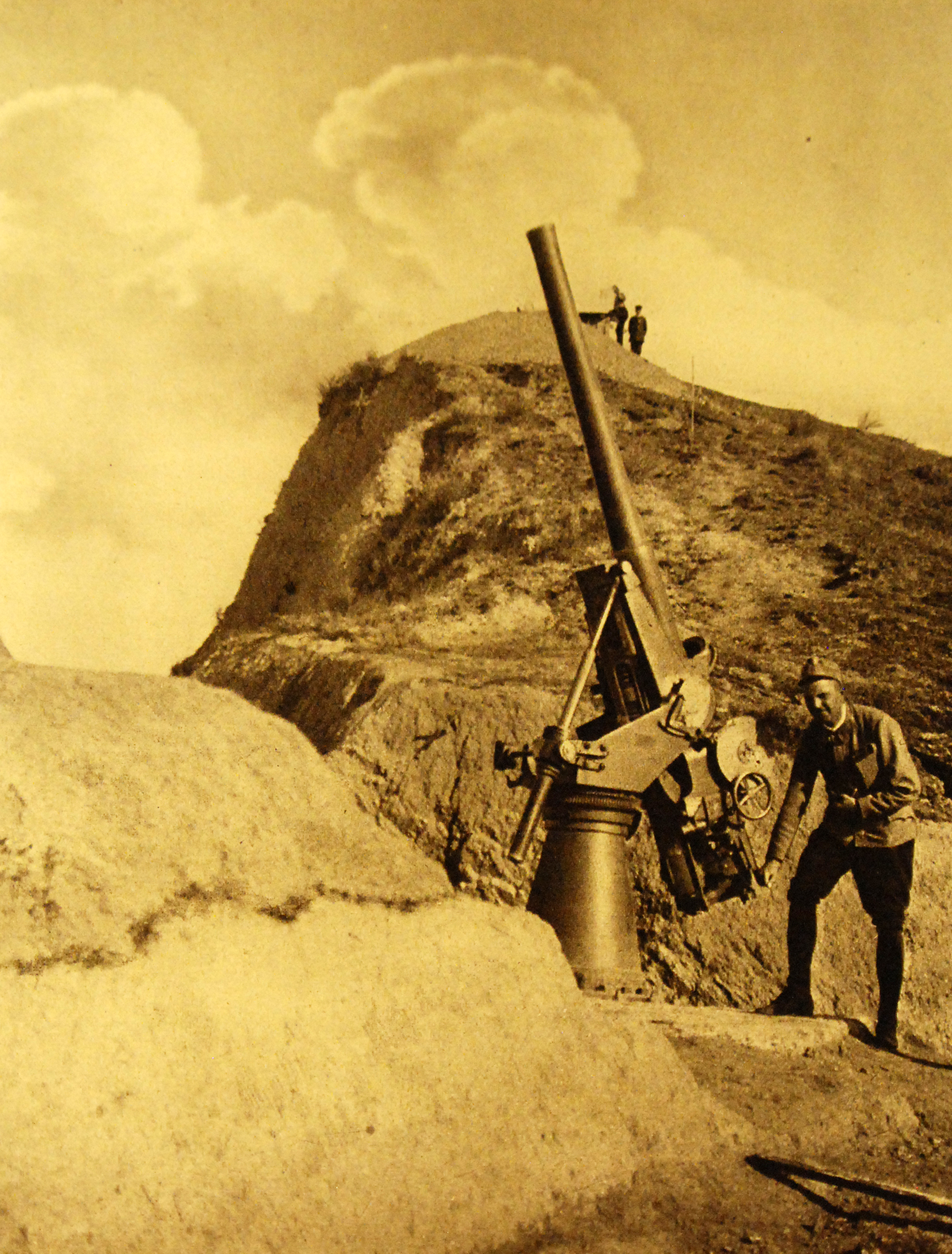
Un canon 76/40 capturé par les Austro-Hongrois.
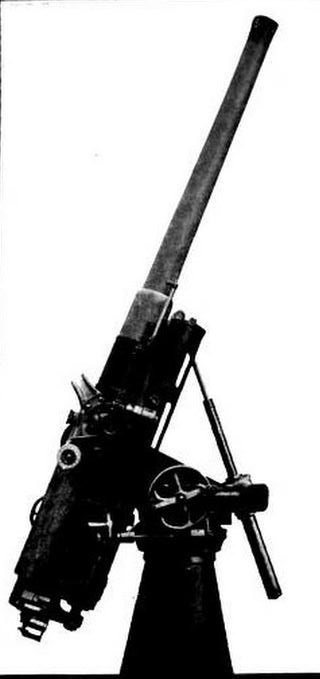